# Ширванская плотва
Ширванская плотва, или азербайджанская плотва, или ширванская плотичка (лат. Pseudophoxinus atropatenus) — небольшая пресноводная рыба семейства карповых. Эндемик Азербайджана. Впервые описана А. Н. Державиным в 1937 году по материалам исследований 1935 года. Непромысловая рыба.

## Описание
Длина ширванской плотвы достигает 9,5 см, возраст — до 2 лет. В конце первого года жизни длина составляет в среднем от 2,82 до 5,75 см, на втором году — от 5,9 до 8 см.
Чешуя круглая, имеется 37—39 поперечных рядов чешуй. Боковая линия неполная. Глоточные зубы однорядные (5-5). Жаберные тычинки короткие (6-8). Брюшина чёрная. Голова большая с широким лбом. Рот косой, его начало выше нижнего края глаза. Тело плотное и толстое. Плавательный пузырь скруглённый на заднем конце. Спина почти не сжата с боков, округлённая, имеет тёмный окрас. Киль позади брюшных плавников отсутствует. Спинной и анальный плавники закруглены, хвостовой плавник слегка выемчатый. Вдоль боков идёт тёмная полоса. Нижняя часть тела светлая. Выделяются отдельные серебристые чешуйки. На плавниках имеются ряды мелких чёрных точек. Питается личинками водных насекомых и детритом.

## Место обитания
Найдена в родниковых заболоченных водоёмах бассейна реки Турианчай (приток Куры). Эти водоёмы расположены в лесах и представляют собой водотоки с медленным течением, илистым или песчаным дном и зарослями камыша. Ареал очень узкий, поэтому вид может находиться под угрозой исчезновения из-за нарушения мест обитания. А. Н. Державин связывает образование этого вида с тектоническими движениями, происходившими во время плиоцена и четвертичного периода.